# Вещество (химия)
Вещества, изучаемые химией (англ. chemical substances) — вещества, состоящие из атомов; вещества, в которых выделение атомов невозможно или теряет физический смысл (например, плазма или звёздное вещество), к предмету рассмотрения химией не относят. 
Состоящее из атомов вещество — основной объект изучения химии. Вещества в химии принято разделять на индивидуальные вещества (простые и сложные), организованные в атомы, молекулы, ионы и радикалы. Простое вещество образовано атомами одного химического элемента и является формой его существования в свободном состоянии (элементарная сера, железо, озон, алмаз, азот, …). Сложные вещества образованы разными элементами и могут иметь состав постоянный (стехиометрические соединения, или дальтониды) или меняющийся в некоторых пределах (нестехиометрические соединения, или бертоллиды). Вещества превращаются друг в друга в процессе химических реакций, однако таким образом одно простое вещество невозможно превратить в другое, образованное из атомов иного элемента.

Классификация веществ в химии

## Наименование
Каждое вещество имеет одно или несколько названий, в соответствии с правилами номенклатуры ИЮПАК. Есть и альтернативная система, используемая Химической реферативной службой (CAS).

## Классификация веществ

### Химическая классификация

Классификация веществ в химии по их делимости на составные части

Традиционная эмпирическая классификация веществ в химии основана на их делимости на составные части и не использует представления атомно-молекулярной теории.
По состоянию на 2012 год существует 118 известных элементов, около 80 из которых являются стабильными, то есть они не изменяются в результате радиоактивного распада в другие элементы. Большинство элементов классифицируются как металлы. Это элементы с характерным блеском, такие как железо, медь и золото. Металлы обычно проводят электричество и тепло, они податливы и пластичны. Около десятка элементов, таких как углерод, азот и кислород, классифицируются как неметаллы. Неметаллы не обладают металлическими свойствами, описанными выше, они также обладают высокой электроотрицательностью и склонностью к образованию отрицательных ионов. Некоторые элементы, такие как кремний, иногда напоминают металлы, а иногда напоминают неметаллы и известны как полуметаллы.

#### Индивидуальные вещества и смеси
В отечественной литературе по химии принято делить вещества на индивидуальные (чистые) вещества (простые и сложные) и их смеси. На сегодняшний день стандартизированная дефиниция индивидуального вещества отсутствует. Согласно одному из вариантов индивидуальным называют вещество, которое нельзя разделить на более простые составные части только физическими методами (речь идёт о принципиальной осуществимости такого разделения, а не о практическом реализации теоретически возможного метода).
Второй вариант дефиниции основан на связи постоянства свойств вещества с его чистотой. Для установления свойств вещества оно должно быть возможно более чистым, так как примеси изменяют числовые значения характеризующих вещество физических параметров, в частности, температур фазовых переходов. Вещество с минимально достижимым содержанием примесей (в идеале — нулевым) называют индивидуальным веществом.
В физической химии используют не термин «индивидуальное вещество», а его ИЮПАКовский синоним — составляющее вещество, понимая под ним любое вещество, которое может быть выделено из системы и существовать вне её (иногда говорят не о составляющих веществах и независимых составляющих веществах — компонентах, — а о компонентах и независимых компонентах). Отказ от использования терминов «чистое вещество» и «индивидуальное вещество» исключает произвол, связанный с привязкой этих понятий к степени чистоты вещества и требованиям постоянства его состава и свойств.
Индивидуальные вещества делятся на неорганические и органические вещества: